# Lakhna
Lakhna (o Lakhana) è una suddivisione dell'India, classificata come nagar panchayat, di 10.452 abitanti, situata nel distretto di Etawah, nello stato federato dell'Uttar Pradesh. In base al numero di abitanti la città rientra nella classe IV (da 10.000 a 19.999 persone).

## Geografia fisica
La città è situata a 26° 38' 56 N e 79° 08' 59 E.

## Società

### Evoluzione demografica
Al censimento del 2001 la popolazione di Lakhna assommava a 10.452 persone, delle quali 5.480 maschi e 4.972 femmine. I bambini di età inferiore o uguale ai sei anni assommavano a 1.557, dei quali 827 maschi e 730 femmine. Infine, coloro che erano in grado di saper almeno leggere e scrivere erano 7.166, dei quali 4.003 maschi e 3.163 femmine.